# (500450) 2012 TT198
(500450) 2012 TT198 es un asteroide perteneciente al cinturón de asteroides, descubierto el 16 de septiembre de 2012 por el equipo del Spacewatch desde el Observatorio Nacional de Kitt Peak, Arizona, Estados Unidos.

## Designación y nombre
Designado provisionalmente como 2012 TT198.

## Características orbitales
2012 TT198 está situado a una distancia media del Sol de 3,162 ua, pudiendo alejarse hasta 3,693 ua y acercarse hasta 2,632 ua. Su excentricidad es 0,167 y la inclinación orbital 6,856 grados. Emplea 2054,28 días en completar una órbita alrededor del Sol.
Los próximos acercamientos a la órbita de Júpiter se producirán el 21 de noviembre de 2045, el 27 de agosto de 2056 y el 1 de junio de 2067, entre otros.

## Características físicas
La magnitud absoluta de 2012 TT198 es 16,5. 